# Batalla de Kirkuk (1733)
La Batalla de Kirkuk (persa: نبرد کرکوک), también conocida como la Batalla de Agh-Darband (persa: نبرد آقدربند), fue la última batalla de la campaña mesopotámica de Nader Shah en la que vengó su anterior derrota a manos del general otomano Topal Osman Pasha, en la que Nader logró una adecuada venganza tras derrotarlo y matarlo en la batalla de Kirkuk. La batalla fue una más en la cadena de triunfos y tragedias aparentemente impredecibles para ambos bandos, ya que la guerra osciló salvajemente de un bando a otro. Aunque la batalla terminó con una aplastante victoria de los persas, éstos tuvieron que retirarse de la zona debido a una creciente rebelión en el sur de Persia liderada por Mohammad Khan Baluch. En efecto, esta rebelión privó a Nader de los beneficios estratégicos de su gran victoria, que habría incluido la toma de Bagdad, si hubiera tenido la oportunidad de reanudar su campaña.

## Antecedentes
La derrota que Nader había encajado en la  Batalla de Samarra tuvo efectos más allá de los resultados inmediatos de reducir las fuerzas de Nader en 30 000 hombres y salvar Bagdad de sus garras. La pérdida de tantos combatientes experimentados y de valioso equipo no podía superarse fácilmente, y la primera tarea a la que se enfrentó Nader fue restaurar la moral de sus combatientes, que hasta ese momento se habían creído invencibles, y no sin razón, ya que no habían hecho más que salir victoriosos en todos los encuentros. Convocó a sus oficiales y empezó admitiendo sus propios errores: "...[Nader] reivindicó su destino y el de sus hombres como uno y el mismo, recordándoles sus sacrificios y valentía pasados, les prometió que borraría el recuerdo de su reciente derrota. Así, llegó a ser admirado tanto por sus oficiales como por sus soldados y, a la vez que infundía un renovado espíritu de lucha en el alma de sus guerreros, se aseguraba de que no mostraran reticencias en la próxima conclusión con los turcos."
Estalló una rebelión en el sur de Persia bajo el liderazgo de Mohammad Khan Baluch, que reunió en torno a sí a una importante masa de descontentos y se abasteció de más hombres de las tribus árabes locales de la región. La solución de Nader fue rectificar primero el problema de Topal Pasha y sólo después aplastar la rebelión de Mohammad Khan.
También había dimensiones políticas, ya que Nader estaba ansioso por rectificar su reputación, pues las noticias de su derrota en Samarra se extenderían por Persia, convirtiéndose en terreno fértil para cualquier brote de rebelión desde dentro. No está claro hasta qué punto Nader ansiaba la oportunidad de reparar su ego y su reputación derrotando a Topal Pasha, que era el único hombre (y seguiría siendo el único) que le había vencido en el campo de batalla. Nader se dispuso a reconstruir rápidamente su ejército para otro enfrentamiento con el victorioso Topal Pasha.
Topal Pasha también estaba ansioso por compensar sus pérdidas, ya que había sufrido la pérdida total de 20 000 hombres, es decir, 1 de cada 4 de su ejército. Enviando peticiones a Estambul también exigió ser reemplazado por un general más joven (Topal Pachá tenía aproximadamente 70 años en ese momento). Sin embargo, para la siguiente invasión persa de Irak consiguió reunir un ejército de 100 000 hombres.

## La batalla

### La fase inicial
Los espías de Nader le informaron de una fuerza de 12 000 hombres que se acercaba por el valle de Agh-Darband. Topal Pasha había enviado a este cuerpo de hombres al mando de Memish Pasha como avanzadilla y él mismo le seguía con el ejército principal. Nader también envió una avanzadilla al mando de Haji Beg Khan para atraer a Memish Pasha hacia el ejército persa principal. Tras perseguir a Haji Beg durante un buen trecho, Memish Pasha marchó directamente a las fauces de la emboscada de Nader con dos grupos de 15 000 hombres que atacaron a los otomanos desde dos direcciones y los desbarataron con facilidad. Memish Pasha, que había enviado un mensaje a Topal Osman Pasha afirmando haber derrotado a los persas y solicitando más tropas para la persecución, yacía ahora entre los muertos.
La derrota de los soldados de Memish Pasha fue seguida por un rápido avance de Nader con el grueso de su ejército contra la principal fuerza otomana al mando de Topal Pasha, que estaba a sólo 5 kilómetros de distancia. Topal Pasha, presintiendo que algo estaba en marcha, ordenó detenerse y comenzó a desplegar a sus hombres. Cuando el ejército persa acortó distancias, Nader formó su infantería en línea y la envió a enfrentarse a los jenízaros. Comenzó una violenta refriega en la que los soldados otomanos y persas se dispararon mutuamente durante dos horas.

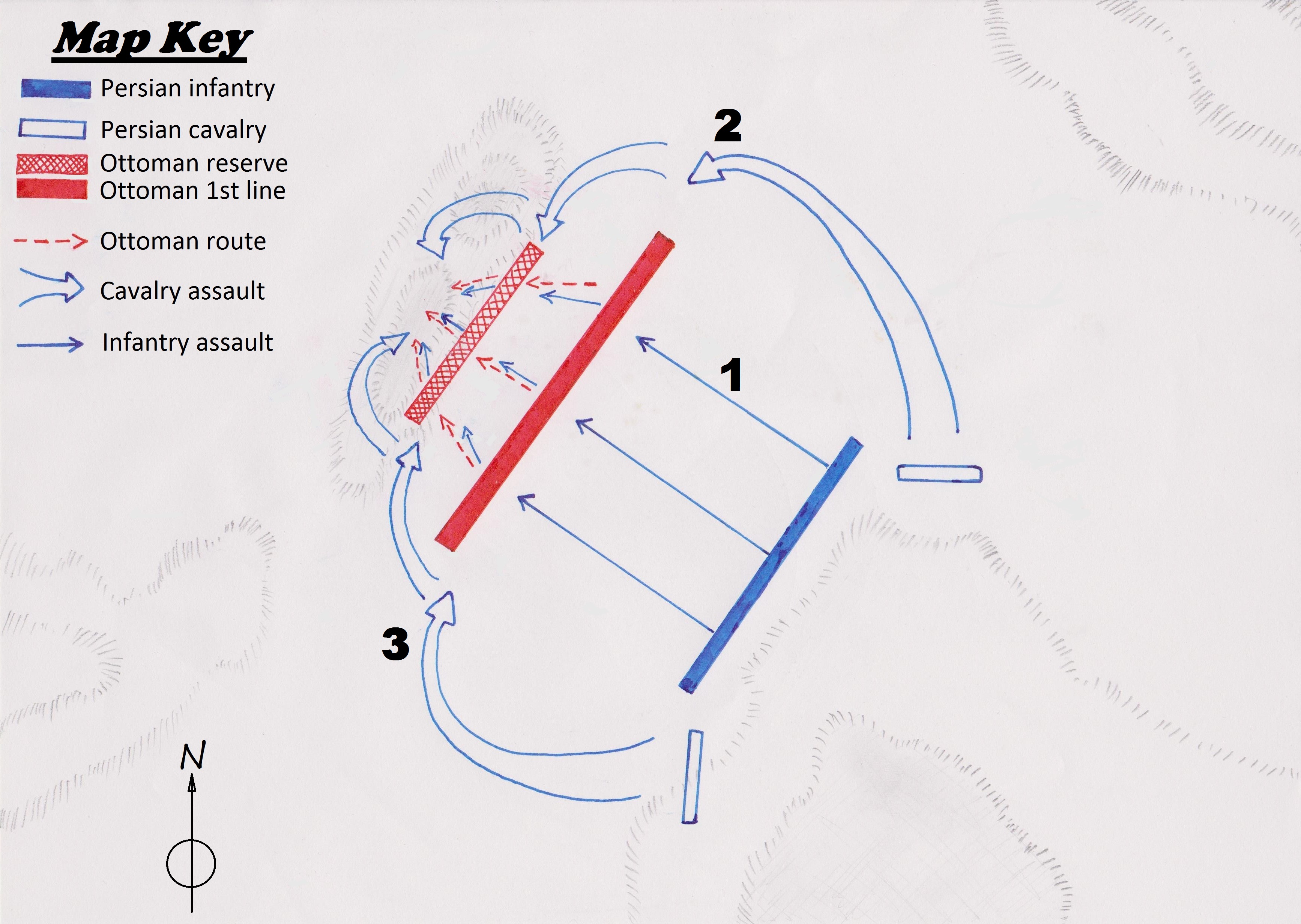
1. La infantería persa avanza contra la línea otomana y ambos bandos se enzarzan en un tiroteo durante dos horas
2. Nader envía a Haji Beg Khan alrededor de la izquierda otomana con 15 000 hombres de caballería
3. Nader flanquea la derecha otomana con otros 15 000 soldados de caballería, completando así la envolvente de los otomanos

.

### La fase final
Los Jazāyerchi persas, tras dos horas de continuo mosqueteo, cargaron directamente contra las filas de los jenízaros. Con una sincronización impecable, Nader liberó dos contingentes de caballería, cada uno de 15.000 hombres, con Haji Beg al mando de la derecha y él mismo al mando del contingente de la izquierda, maniobró alrededor de la línea otomana y la atrapó en un  doble desarrollo.
Los otomanos se vieron ahora presionados por un feroz asalto de Jazāyerchi armados con sables desde la vanguardia, así como por dos cuerpos de caballería que penetraban en sus formaciones desde ambos flancos. Cuando los jenízaros empezaron a derrumbarse y a ser expulsados de sus posiciones, los jazayerchi empezaron a dispararles por la espalda. La situación era tan grave que Topal Pasha reconoció su triste destino y montó a caballo para unirse a sus hombres en la que sería su última batalla. El viejo zorro había sido burlado por el joven Afshar al que había vencido hacía poco en la  Batalla de Samarra, pero Topal Osman prefirió morir con sus hombres antes que retroceder y escapar con vida. El viejo general recibió dos disparos antes de caer de su montura, de donde un jinete persa le separó la cabeza del cuerpo, llevándose el sangriento objeto para regalárselo a Nader.
La batalla terminó con unas 20 000 bajas otomanas, además de la pérdida de toda su artillería y la mayor parte de su equipaje. Suficiente venganza por la terrible derrota que Topal Pachá había infligido a Nader en la  Batalla de Samarra. Nader en respeto a la persona de Topal Osman Pasha ordenó que su cabeza se reuniera con su cuerpo, durante un tiempo contempló abatido el frágil y viejo cadáver del único hombre que le había derrotado en batalla, quizás desconcertado por el hecho de que un anciano tan frágil le hubiera combatido más duramente que cualquier otro de sus adversarios más jóvenes. Junto con todos los honores, Nader envió el cuerpo de Topal Osman Pasha a Bagdad, donde sería enterrado.

## Consecuencias
Nader había albergado la esperanza de iniciar un nuevo asedio a Bagdad y comenzó a organizar la logística de su captura, así como a preparar una campaña en el Cáucaso. Sorprendido por la derrota y muerte de Topal Pasha, Ahmad Pasha inició negociaciones para ceder territorio a cambio de la paz, aunque éstas nunca fueron ratificadas por Estambul. Tabriz ya había sido evacuada por los otomanos tras el pánico que causó la batalla de Kirkuk, pero los repetidos informes sobre la rebelión de Mohammad Khan en el sur de Irán no pudieron ser ignorados por más tiempo, ya que el levantamiento empezó a convertirse en una amenaza más seria. Esto privó a Nader de todos los frutos estratégicos potenciales de su victoria, ya que finalmente estaba preparado para tomar Bagdad, pero tuvo que reunir a sus tropas para marchar de vuelta al interior del Imperio para sofocar la rebelión de Mohammad Khan de vuelta en Persia.
Sin embargo, en muchos sentidos, el vencedor general de la campaña de Mesopotamia fue Topal Osman, que salvó Bagdad gracias a su aplastante victoria en la batalla de Samarra y, aunque más tarde fue derrotado y muerto en Kirkuk (Agh-Darband), Nader no pudo explotar su victoria en ese momento debido a la Insurrección de Mohammad Khan Baluch de vuelta en Persia. Si Topal Osman Pasha hubiera perdido en Samarra, Bagdad habría caído sin duda en manos persas y probablemente habría permanecido bajo dominio persa al menos durante décadas.